# 제4병참분견대
제4병참분견대(4th Quartermaster Detachment)는 미국 육군 병참대의 분견대이다. 제2차 세계 대전의 유럽전구, 한국 전쟁에서 아군이 쓸 연료를 보급하였고, 베트남 전쟁에서는 낙하산을 정비하고 보급품을 항공 배송하는 임무를 수행하였다. 지금은 알래스카주 앵커리지의 포트 리처드슨에서 주둔하고 있다.

## 역사

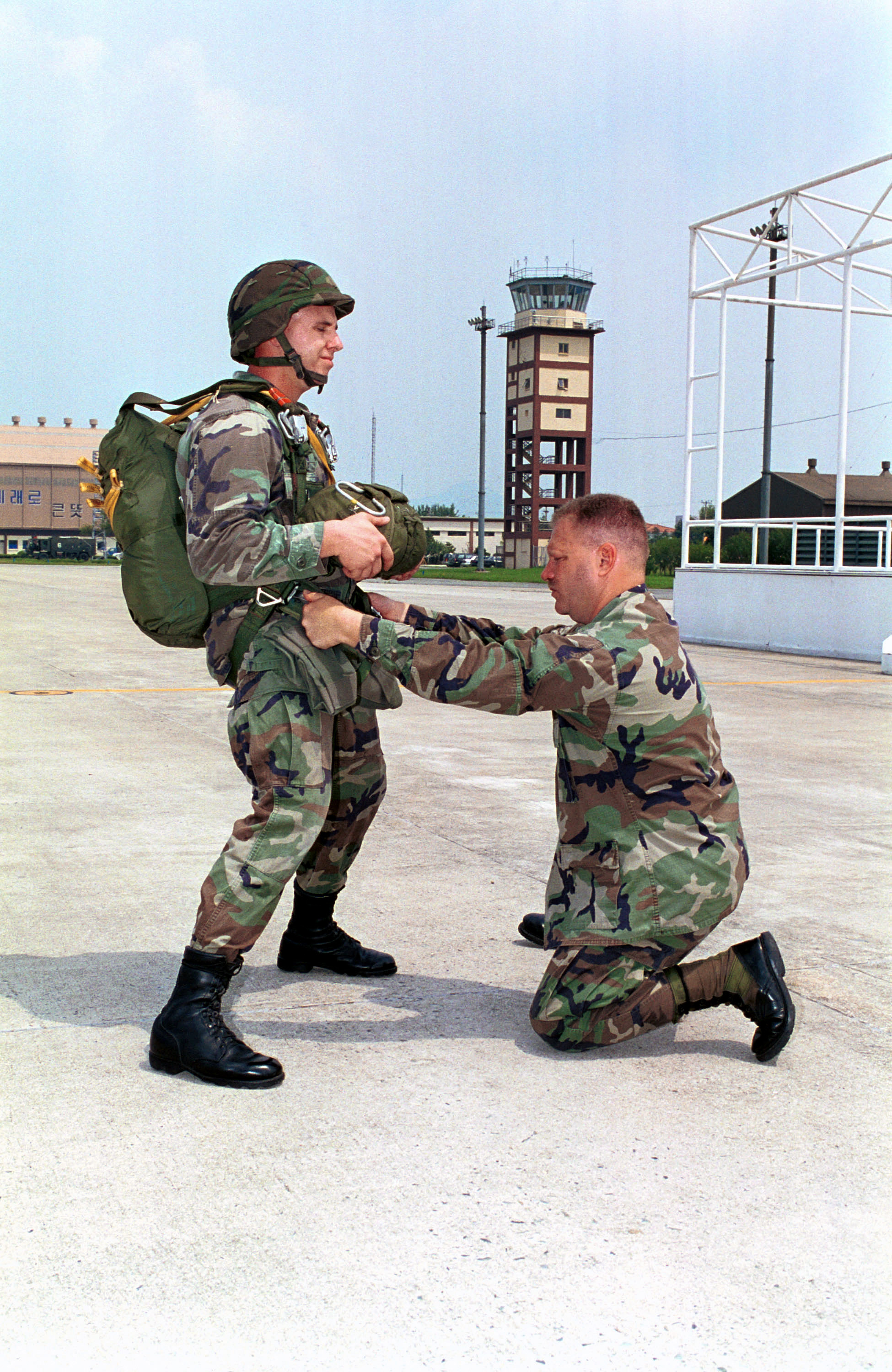
스테판 포가티 Sgt.가 찰스 미라클 제1급기술병의 예비 낙하산가방을 점검하고 있다. 2000년 8월 8일 캠프 하이얼리어에서 촬영

부대는 1943년 8월 12일에 제928병참연료생산실험실로 구상되어 2일 뒤 8월 14일, 버지니아주의 캠프 리에서 창설되었다. 지원부대로서 제2차 세계 대전, 유럽 전구로 보내져 1944년 6워 6일 오버로드 작전에 참가함으로써 유럽 대륙에 딛였다. 11월 16일에 제928병참근무분견대로 개편되었다. 아군을 따라 독일로 진격하면서 연합군에 연료를 공급하였고, 1945년 4월 21일에 제928병참연료생산실험실로 부대 명칭이 되돌려졌다. 독일이 항복하고 난뒤, 벨기에에서 1946년 2월 25일 해산하였다.
1949년 2월 23일에 서수만 4로 바뀐 정규군 소속 제4병참연료생산실험실로 재편성되었다. 그리고 5월 31일에 처음 창설되었던 버지니아 주, 캠프 리에서 재소집되었다. 6.25 전쟁에 참전한 뒤 일본으로 건너가 1955년 6월 24일에 제4병참분견대로 재편성되고, 1958년 6월 24일에 두 번째로 해외 근무를 마치고 해산하였다. 이후 일본 오키니와에서 1960년 5월 10일 1967년 12월 1일까지 잠깐 재소집되었다. 미국이 통킹만 사건으로 베트남 전쟁에 개입하게 되자, 증원부대로 재차 소집되어 1968년 11월 8일부터 1971년 11월 16일까지 참전하였다.
1974년 12월 22일에 또다시 재소집되었고, 나중에 한반도로 넘어와 주한 미군으로 복무하였다. 마지막에는 제20지원단의 일원으로 부산 캠프 하야리아에서 주둔하다가, 1992년 걸프 전쟁에 참전하여 안정제공 작전에서 연합군을 지원하였다.
2004년, 주한 미군의 재편성 계획이 집행되어 주둔지인 캠프 하야리아가 폐쇄되고, 제4병참분견대는 알래스카로 넘어갔다.
2017년 4월 10일부터 포항에서 집행된 한미 연합 통합 군수 훈련 "Operation Pacific Reach"에서 LCADS→저비용 항공 배송 시스템 방식으로 보급품을 투하하는 훈련에 참가하였다.

## 기록

### 계보
- 1943년 8월 12일, 928th Quartermaster Petroleum Products Laboratory→제928병참연료생산실험실
- 1944년 11월 16일, 928th Quartermaster Service Detachment→제928병참근무분견대
- 1945년 4월 21일, 928th Quartermaster Petroleum Products Laboratory→제928병참연료생산실험실
- 1949년 2월 23일, 4th Quartermaster Petroleum Products Laboratory→제4병참연료생산실험실
정규군에 배정됨.
- 1955년 6월 24일, 4th Quartermaster Detachment→제4병참분견대

### 참전
| 스트리머                   | 내역 |
| -------------------------- | --- |
| 제2차 세계 대전, 유럽 전구 | - 북프랑스 - 라인란트 - 중앙유럽 |
| 한국 전쟁                  | - UN 공세 - CCF 개입 - 첫 번째 UN 역공 - CCF 춘계 공세 - UN 하계-추계 공세 - 두 번째 한반도 겨울 - 1952년 한국 하계-추계 - 세 번째 한반도 겨울 - 1953년 한국 하계 |
| 베트남 전쟁                | - 역공 제4(IV)단계 - 1969년 테트/역공 - 1969년 하계-추계 - 1970년 동계-춘계 - 성소 역공 - 역공 제7(VII)단계 - 통합 제1(I)단계                                     |

### 스트리머
| 스트리머                  | 내역                                         | 참고                                                            |
| ------------------------- | -------------------------------------------- | --------------------------------------------------------------- |
| 대한민국 대통령 부대 표창 | 한국 전쟁, 1950년 9월 19일 ~ 1952년 7월 31일 | 제4병참연료생산실험실, 1953년 4월 13일자 육군부 일반명령 제33호 |
| 대한민국 대통령 부대 표창 | 한국 전쟁, 1952년 8월 1일 ~ 1953년 9월 30일  | 제4병참연료생산실험실, 1954년 3월 31일자 육군부 일반명령 제23호 |
| 육군 우수부대표창         | 1968년 12월 28일 ~ 1970년 3월 31일           | 제4병참분견대, 1974년 11월 6일자 육군부 일반명령 제52호         |

## 참고
1. ↑  “General Orders No. 33” (PDF) (영어). Washington D.C.: Department of the Army. 1953년 4월 13일. 7쪽. 2020년 11월 25일에 확인함.)
2. ↑  “General Orders No. 23” (PDF) (영어). Washington D.C.: Department of the Army. 1954년 3월 31일. 6쪽. 2020년 11월 25일에 확인함.)
3. ↑  “General Orders No. 52” (PDF) (영어). Washington D.C.: Department of the Army. 1974년 11월 6일. 1쪽. 2019년 1월 26일에 원본 문서 (PDF)에서 보존된 문서. 2018년 3월 20일에 확인함.)
4. ↑  “Pamphlet 672–3: Unit Citation and Campaign Participation Credit Register” (PDF) (영어). Washington D.C.: Department of the Army. 1988년 1월 29일. 8쪽. 2018년 3월 20일에 확인함.)

- “4th Quartermaster Detachment” (영어). Fort Lee, Virigina: US Army Quartermaster Foundation. 2018년 3월 20일에 확인함.[깨진 링크(과거 내용 찾기)])
- “4th Quartermaster Detachment [Airborne]”. 《globalsecurity.org》 (영어). 2020년 10월 24일에 확인함.